# Adam Yahiye Gadahn
Adam Yahiye Gadahn arab. آدم يحيى غدن, właściwie Adam Pearlman (ur. 1 września 1978 w Oregonie, zm. 19 stycznia 2015) – amerykański islamista i działacz Al-Qaedy.

## Życiorys
Pochodzi z rodziny o korzeniach żydowskich (ze strony ojca). Był najstarszym synem rzeźnika i muzyka folkowego Phila Pearlmana, który zmienił swoje nazwisko na Gadahn (na cześć biblijnego Gedeona). W szkole Adama zafascynowała muzyka deathmetalowa – występował pod pseudonimem Aphasia, ale nie odniósł większych sukcesów. W 1995 przeniósł się do Santa Ana w Kalifornii, gdzie mieszkał z dziadkami i pracował w sklepie komputerowym.
W 1995 zafascynował się islamem, przeszedł na islam sunnicki w jednym z meczetów w południowej Kalifornii. Za znieważenie nauczyciela Haithama Bundakjiego spędził dwa dni w więzieniu. W 1998 wyjechał do Pakistanu. Zamieszkał w Karaczi, gdzie poślubił kobietę pochodzącą z rodziny uchodźców afgańskich. W tym czasie nawiązał kontakty ze środowiskiem islamskich radykałów. Swoją rodzinę w USA informował, że pracuje jako dziennikarz w Karaczi. W 2001 jego kontakty z rodziną w USA ustały.
W 2001 Adam Gadahn należał do najbliższych współpracowników Osamy bin Ladena, zajmując się tłumaczeniami i produkcją filmów propagandowych. W opinii FBI, Gadahn należał do ścisłego grona kierownictwa Al-Ka’idy przygotowujących zamachy terrorystyczne latem 2004. W październiku 2004 ABC News zaprezentowało nagranie video, na którym człowiek określający się jako Azzam the American grozi Stanom Zjednoczonym falą ataków terrorystycznych. W latach 2006–2010 Gadahn pojawił się w kolejnych dziesięciu filmach propagandowych Al-Ka’idy zachęcając młodych Amerykanów do przechodzenia na islam, ale także komentując politykę USA w Afganistanie i wobec Pakistanu. W 2009 komentując sytuację w Gazie po raz pierwszy wypowiadał się wyłącznie w języku arabskim. Na taśmie z 21 czerwca 2010 przedstawił warunki zawarcia rozejmu pomiędzy USA a Al-Ka’idą. Domagał się wycofania obcych sił z ziem muzułmańskich i wstrzymania poparcia USA dla Izraela.
W 2006 Sąd Okręgowy w Kalifornii rozpoczął postępowanie przeciwko Gadahnowi oskarżanemu o zdradę stanu (współpracę z organizacją wrogą wobec USA), za co groziła mu kara śmierci. W historii amerykańskiego wymiaru sprawiedliwości jest to pierwszy taki przypadek oskarżenia od 1952. Zginął w Pakistanie, w wyniku ataku samolotu bezzałogowego. Gadahn znajdował się na liście najbardziej poszukiwanych przez FBI terrorystów, a za pomoc w jego ujęciu była obiecana nagroda w wysokości 1 mln $.